# كهف ميسلية
كهف ميسلية (بالعبرية: מערת מיסליה، ويعرف ايضًا بكهف بروتزن على أسم فريتز بروتزن الذي وصَفَهُ لأول مرة في عام (1927 في جبل الكرمل، فلسطين، هو كهف مُنهار يحتوي على طبقات أثرية عائدة للعصرين الحجريين القديمين السفلي والأوسط. يحتل هذا الموقع موقعا مميزا في مجال علم مستحاثات البشر بسبب اكتشاف أوائل البقايا المعروفة التي تعود إلى الهوموسابيان خارج أفريقيا، يقدر عُمرها بحوالي 185,000 سنة.
الاكتشافات التي تم القيام بها من قبل جامعة حيفا وجامعة تل أبيب كانت في موسم عام 2000/1، تم العثور فيها على آثار يقدر عمرها بين 300,000 و 150,000 سنة.
الاحفورة ميسليا-1 هي ذات أهمية خاصة، عظم فك علوي تم اكتشافه في عام 2002 وتم تقدير عمرها في البداية «بنحو 150,000 سنة كاحتمال» وتم تصنيفها بأنها «أوائل الهوموسابيان العصريين». EMHS في شهر كانون الثاني من عام 2018، تم إعادة تقدير عمر الأحفورة بنحو 177,000 و194,000 سنة (95% CI). مما يؤهل مسيليا-1 بأن تكون واحدة من أقدم الاحافير المعروفة للهوموسابيان، بعمر يقارب عمر بقايا الأومو (تعرف باسم «الهوموسابيان القديمين» أو الهوموسابيان ادالتو)، وأحد أقدم البشر الحديثين المكتشفين خارج أفريقيا على الإطلاق.